# David Allan

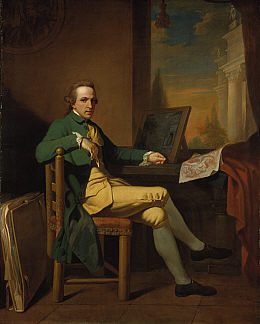
Autorretrato, 1770. Óleo sobre lienzo, 127,5 x 102 cm, Edimburgo, Royal Scottish Academy of Art & Architecture.

David Allan (Alloa, Escocia, 13 de febrero de 1744-6 de agosto de 1796) fue un pintor y grabador escocés, conocido sobre todo por sus retratos y temas históricos tomados del mundo clásico.
Nacido en Alloa, cuando dejó la academia de pintura de Foulis en Glasgow (1762), después de siete años de estudio, obtuvo el mecenazgo de Charles Cathcart, lord Cathcart y del Erskine de Mar, en cuyas tierras había nacido, un mecenazgo que le posibilitó viajar a Roma (1764), donde permaneció varios años ocupado principalmente en copiar a los antiguos maestros. 
Entre las obras que pintó durante su estancia en Roma se encuentra el Origen de la pintura, fechada en 1775, hoy en la National Gallery de Edimburgo, en la que representó el mito de la doncella corintia, hija del alfarero Butades, que con el dibujo en la pared de la sombra de su amante antes de partir dio inicio a la ciencia del dibujo. De la pintura, bien conocida a través de un excelente grabado de Domenico Cunego, guarda la Real Academia de Bellas Artes de San Fernando de Madrid dos copias anónimas, de igual tamaño que el original, sin que pueda descartarse la participación del propio pintor en su ejecución, quien pudo proponerse obsequiar con ellas a sus mecenas. Las dos tablas de la academia madrileña fueron adquiridas por Carlos III con el grueso de las obras de arte capturadas en 1778 al Westmorland, el navío corsario inglés que había salido de Livorno hacia Londres con un cargamento de piezas artísticas remitidas a Gran Bretaña por aristócratas británicos en el curso de su Grand Tour y acabó su vaje en Málaga, interceptado por barcos de guerra franceses. Por otro cuadro de asunto homérico, el encuentro de Héctor y Andrómaca, obtuvo Allan en 1773 la medalla de oro del concurso de Balestra otorgado por la Academia de San Lucas, siendo el primer bitánico en recibirlo.

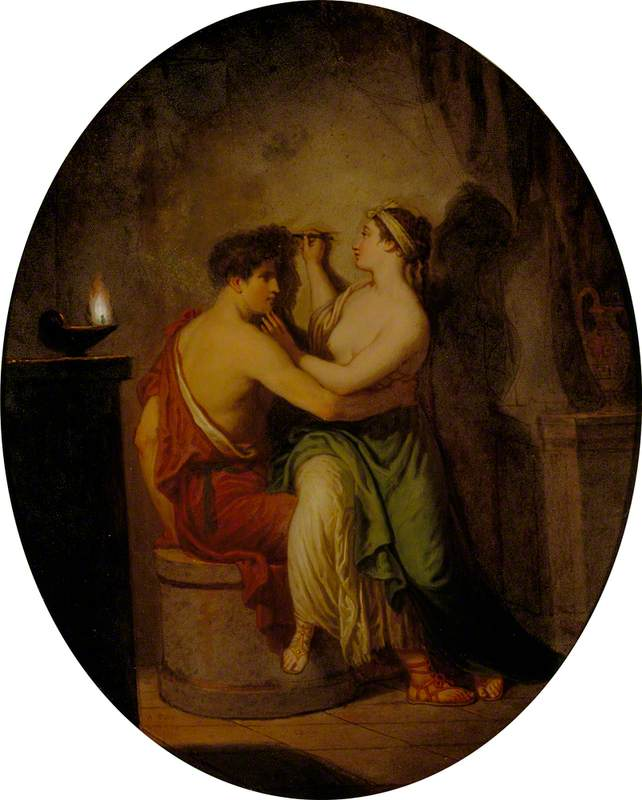
El origen de la pintura (La doncella de Corinto), 1775. Óleo sobre tabla, 38,7 x 31 cm, Edimburgo, National Galleries of Scotland.

A la vuelta de Roma en 1777, vivió un tiempo en Londres, donde se dedicó en particular a la pintura de retratos. En 1780 se trasladó a Edimburgo, donde a la muerte de Alexander Runciman en 1786, fue nombrado director y maestro de la Academia de Artes. Allí pintó y grabó a la aguatinta una variedad de obras, entre ellas aquellas por las que es más recordado —como La boda escocesa o Danza en las Highlands— siendo destacable por su humor cómico, por el que alguna vez se le llamó el «Hogarth escocés».